# جيمس أ. دي. ريتشاردز
جيمس أ. دي. ريتشاردز هو محامي وسياسي أمريكي، ولد في 22 مارس 1845 في بوسطن في الولايات المتحدة، وتوفي في 4 ديسمبر 1911 في نيو فيلادلفيا في الولايات المتحدة. نشط حزبياً في الحزب الديمقراطي. وقد انتخب عضو مجلس النواب الأمريكي ‏.